# Aleksandr Molodchi
Aleksandr Ignátievich Molodchi (en ruso: Александр Игнатьевич Молодчий, en ucraniano: Олександр Гнатович Молодчий, romanizado: Oleksandr Hnatovych Molodchyi; Lugansk, RSS de Ucrania, 27 de junio de 1920 – Vínnitsa, Ucrania, 9 de junio de 2002) fue un piloto de largo alcance soviético que voló en más de 300 misiones de combate en bombarderos B-25, Il-4 y Yer-2 durante la Segunda Guerra Mundial. Fue la primera persona en recibir dos veces el título de Héroe de la Unión Soviética durante la guerra en vida.

## Biografía

### Infancia y juventud
Aleksandr Molodchi nació el 27 de junio de 1920 en Lugansk en la RSS de Ucrania, en el seno de una gran familia ucraniana de campesinos. Después de completar la escuela secundaria y entrenarse en el club aéreo de Voroshilovgrado en 1935, permaneció en el club de vuelo, donde trabajó en un taller y como instructor hasta que ingresó en el Ejército Rojo como subteniente en 1937. A los quince años ganó un concurso de modelismo aeronáutico. En 1942, se unió al Partido Comunista —en esa época conocido como Partido Obrero Socialdemócrata de Rusia (bolchevique)— antes había sido miembro del Komsomol. Después de graduarse de la formación inicial en la Escuela de Pilotos de Aviación Militar de Voroshilovgrado en noviembre de 1938, se entrenó para volar el Túpolev SB hasta noviembre de 1939; luego se convirtió en piloto en el 51.º Regimiento de Aviación de Bombarderos de Alta Velocidad, y en 1940 fue transferido al 100.º Regimiento de Bombarderos de Largo Alcance (estacionado en la ciudad de Orel). Donde voló en bombarderos DB-3 y IL-4.

### Segunda Guerra Mundial

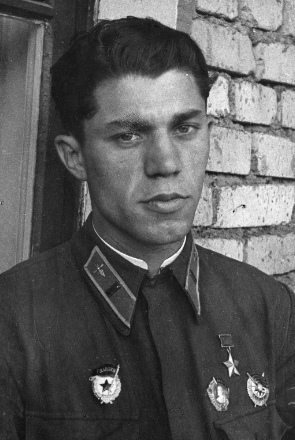
Aleksandr Molodchi en una foto de 1942

En junio de 1941, cuando se inició la invasión alemana de la Unión Soviética, Molodchi era subcomandante de escuadrón en el 420.º Regimiento de Bombarderos de Largo Alcance, que se estaba formando en ese momento en Vorónezh y Mónino. Antes de entrar en combate en agosto, se convirtió en uno de los primeros pilotos soviéticos en dominar el pilotaje del bombardero medio de largo alcance  Yermolayev Yer-2; con él que voló seis misiones diurnas y siete nocturnas durante la batalla de Moscú. «Por el desempeño ejemplar de las misiones de combate del Comando en el frente de la batalla contra los invasores alemanes y el coraje y heroísmo mostrado al mismo tiempo», por el Decreto del Presídium del Soviet Supremo de la URSS del 22 de octubre de 1941, fue nominado para el título de Héroe de la Unión Soviética, que le fue otorgado dos días después.
Desde enero de 1942 hasta junio de 1944 fue subcomandante de escuadrón en el 748.º Regimiento de Aviación de Largo Alcance, que recibió la designación de guardias en agosto del mismo año y pasó a llamarse 2.º Regimiento de Aviación de Largo Alcance de Guardias. Después de bombardear con éxito Berlín en un Il-4 el 26 de agosto de 1942, recibió un radiograma de felicitación del propio Iósif Stalin. Durante la mayor parte de sus misiones en los primeros años de la guerra, voló con Serguéi Kulikov como su navegante.
Fue nominado para una segunda Estrella de Oro de Héroe de la Unión Soviética el 2 de octubre de 1942 por volar 145 misiones de combate, tanto de bombardeo como de reconocimiento. La concesión del título el 31 de diciembre de 1942 le convirtió en el primer doble premiado aún vivo durante el conflicto. El 3 de noviembre de 1943, fue nuevamente nominado a una tercera Estrella de Oro por la realización de 265 salidas de combate (de ellas 241 nocturnas), pero no se la concedieron; el 13 de mayo de 1944, por la realización de 274 salidas de combate (250 de ellas nocturnas) fue nuevamente nominado para una tercera Estrella de Oro, pero en su lugar recibió la Orden de Lenin.
En junio de 1944, se convirtió en piloto inspector para la técnica de pilotaje de la 1.ª División de Aviación de Largo Alcance de la Guardia, por lo que no realizó ninguna salida de combate desde entonces hasta abril de 1945. Mientras estaba asignado como inspector a la división, entrenó a más de cuarenta pilotos. Una vez que pudo volver al combate en abril de 1945, voló cuatro misiones antes del final de la guerra.
A lo largo de la guerra, realizó 311 incursiones, que consistieron en 24 misiones diurnas y 287 nocturnas en bombarderos Yer-2, Il-4 y B-25 sobre ciudades estratégicamente importantes en Europa, incluidas Berlin, Stalingrado, Kursk, Königsberg, Budapest, Vítebsk, Minsk, Vilna, Riga, Smolensk, Oriol, y Pólatsk. A pesar de haber sido derribado dos veces, sobrevivió a la guerra y su tripulación de vuelo derribó a cinco cazas del Eje.

### Posguerra
Después de la guerra permaneció como inspector de vuelo hasta septiembre de 1946, cuando se convirtió en subcomandante del 37.º Regimiento de Aviación de Bombarderos de la Guardia. Luego asistió a la Escuela Táctica y de Vuelo de Oficiales Superiores de Aviación de Largo Alcance en Ivánovo, donde se graduó en 1948 antes de regresar a su puesto en el 37. ° Regimiento de Bombarderos. En marzo de 1949 fue ascendido a comandante del 121.º Regimiento de Aviación de Bombarderos de la Guardia, donde permaneció hasta diciembre de 1950. Luego fue nombrado subcomandante de la 22.ª División de Aviación de Bombarderos Pesados de la Guardia, de la que se convirtió en comandante en diciembre de 1951, pero fue degradado a subcomandante en agosto de 1953.
En 1955 fue ascendido al rango de mayor general de aviación y fue nombrado comandante de la 106.º División de Aviación de Bombarderos Pesados. Después de graduarse de la Academia Militar de Estado Mayor de las Fuerzas Armadas de la URSS, en noviembre de 1959, fue asignado al 5.º Ejército Aéreo de Largo Alcance, y en 1961 asumió el mando del 8.º Cuerpo de Aviación de Bombarderos Independiente. En 1963 realizó un vuelo a un campo de hielo polar con una carga completa de bombas en un avión de transporte Myasishchev VM-T. Su carrera militar comenzó a decaer después de que envió una carta al mariscal Rodión Malinovski expresando su preocupación por la estructura y organización de la aviación militar de largo alcance. La carta fue vista por el mariscal Filipp Agaltsov, quien ya tenía un rencor personal contra Molodchi; Agaltsov se había convertido en mariscal de aviación a pesar de ser comisario y trabajador político, en lugar de piloto. Poco después de salir furioso de una reunión con oficiales militares, fue dado de baja en el ejército y trasladado a la reserva, supuestamente por razones de salud, a pesar de que solo tenía 44 años en ese momento.
Después de dejar el ejército en 1965, trabajó brevemente como gerente de un fondo de combustible en Lugansk, pero su fuerte voluntad lo llevó a pelear con políticos de alto rango de la región. En 1968 se mudó a Chernígov; donde su salud se deterioró con el tiempo y sufrió múltiples infartos, se deprimió después de que le robaran sus medallas de oro. Para animarlo, un Tu-95 realizó un vuelo a baja altura sobre su casa en su 70 cumpleaños.

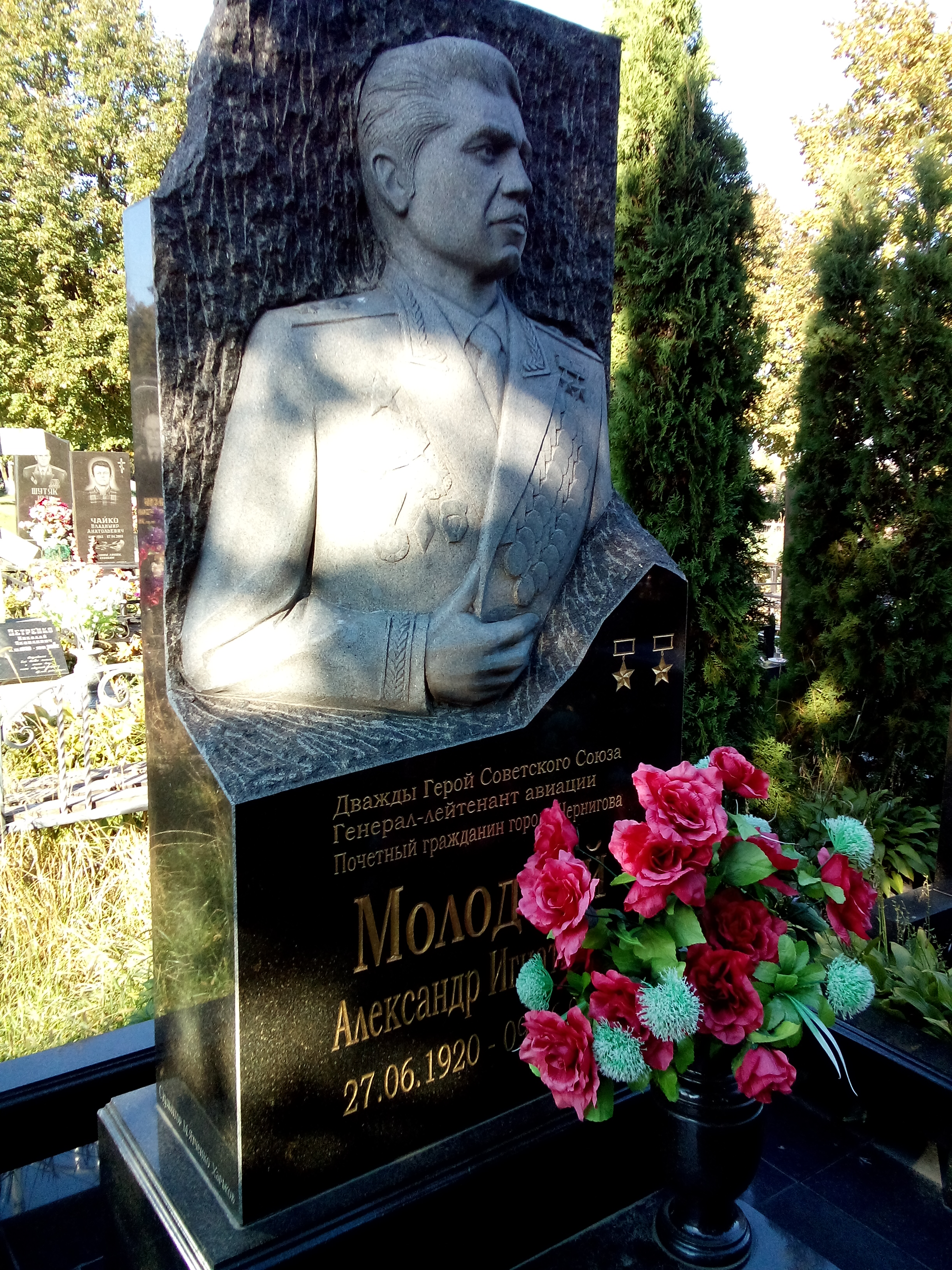
Sepulcro de Moloschi en el cementerio de Yatsevo en Vínnitsa (Ucrania)

Murió en Vínnitsa (Ucrania) el 9 de junio de 2002 y fue enterrado en el cementerio de Yatsevo.

## Rangos militares
- Subteniente (22 de noviembre de 1938)
- Teniente primero (1 de septiembre de 1941, extraordinario)
- Capitán (18 de marzo de 1942)
- Mayor (25 de diciembre de 1942)
- Teniente coronel (25 de octubre de 1944)
- Coronel (9 de julio de 1949)
- Mayor general de aviación (8 de agosto de 1955)
- Teniente general de aviación (27 de abril de 1962)[1]

## Condecoraciones

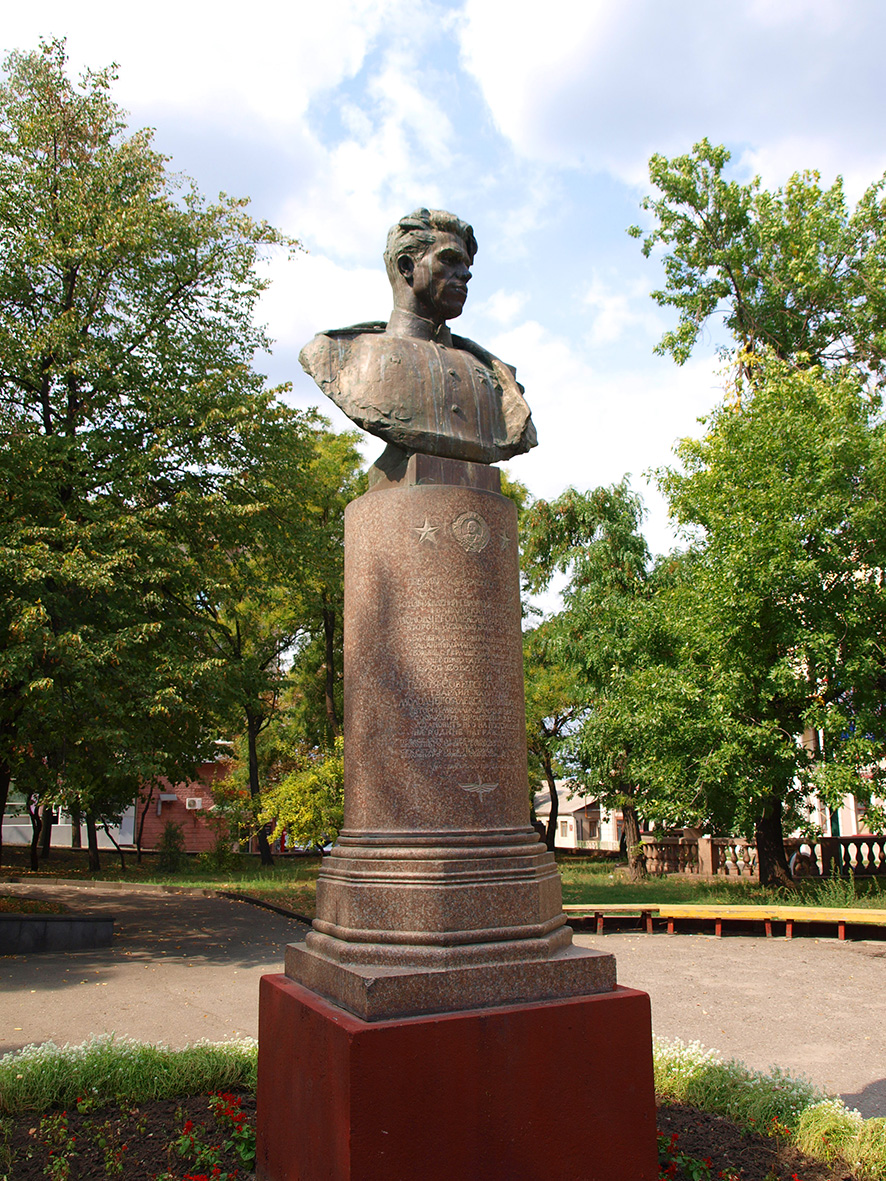
Busto de bronce en honor a Aleksandr Molodchi en Lugansk (Ucrania)

A lo largo de su carrera militar Aleksandr Molodchi recibió las siguientes condecoraciones militares
Unión Soviética
- Héroe de la Unión Soviética, dos veces (22 de octubre de 1941 y 31 de diciembre de 1942[13])
- Orden de Lenin, tres veces (22 de octubre de 1941, 19 de agosto de 1944[14] y 4 de junio de 1965)
- Orden de la Bandera Roja, dos veces (20 de febrero de 1942[15] y 29 de abril de 1954)
- Orden de Alejandro Nevski (13 de julio de 1943)[16]
- Orden de la Guerra Patria de 1.er grado (11 de marzo de 1985)[17]
- Orden de la Estrella Roja (3 de marzo de 1953)
- Medalla por el Servicio de Combate (24 de junio de 1948)
- Medalla Conmemorativa por el Centenario del Natalicio de Lenin
- Medalla por la Defensa de Moscú
- Medalla por la Defensa de Stalingrado
- Medalla por la Defensa de Leningrado
- Medalla por la Victoria sobre Alemania en la Gran Guerra Patria 1941-1945[18]
- Medalla Conmemorativa del 20.º Aniversario de la Victoria en la Gran Guerra Patria de 1941-1945
- Medalla Conmemorativa del 30.º Aniversario de la Victoria en la Gran Guerra Patria de 1941-1945
- Medalla Conmemorativa del 40.º Aniversario de la Victoria en la Gran Guerra Patria de 1941-1945
- Medalla por la Conquista de Königsberg
- Medalla por la Conquista de Berlín
- Medalla por Servicio Impecable de 1.er grado
- Medalla de Veterano de las Fuerzas Armadas de la URSS
- Medalla del 30.º Aniversario de las Fuerzas Armadas de la URSS
- Medalla del 40.º Aniversario de las Fuerzas Armadas de la URSS
- Medalla del 50.º Aniversario de las Fuerzas Armadas de la URSS
- Medalla del 60.º Aniversario de las Fuerzas Armadas de la URSS
- Medalla del 70.º Aniversario de las Fuerzas Armadas de la URSS
- Medalla de Zhúkov
- Medalla Conmemorativa del 250.º Aniversario de Leningrado
- Medalla Conmemorativa del 850.º Aniversario de Moscú

Otros países
- Ucrania - Orden de Alejandro Nevski de 2.do (14 de octubre de 1999) y 3.er (7 de mayo de 1995) grado.
- República Popular de Mongolia - Orden de la Bandera Roja (15 de abril de 1943)
- República Popular de Hungría - Orden de la Estrella Roja (4 de abril de 1955)
- República Socialista de Rumanía - Medalla Conmemorativa del 25 Aniversario de la Liberación de Rumanía (3 de noviembre de 1969)

Un Tu-160 ruso y un Tu-22M-3 ucraniano llevan su nombre en su honor.